# Gering (Nebraska)
Gering é uma cidade localizada no estado americano de Nebraska, no Condado de Scotts Bluff.

## Demografia
Segundo o censo americano de 2000, a sua população era de 7751 habitantes.
Em 2006, foi estimada uma população de 7681, um decréscimo de 70 (-0.9%).

## Geografia
De acordo com o United States Census Bureau, a localidade tem uma área de 9,7 km², sem área coberta por água.

## Localidades na vizinhança
O diagrama seguinte representa as localidades num raio de 20 km ao redor de Gering.